# Elie Nabot
Elie Nabot (geboren am 11. April 1997 in Saint-Claude) ist ein französischer Telemarker.

## Werdegang
Elie Nabot debütierte am 28. November 2014 im Rahmen des Auftakts der Saison 2014/15 in Hintertux im Telemark-Weltcup. Dabei platzierte er sich im Sprint als 19. auf Anhieb in den Punkterängen. Im weiteren Saisonverlauf kam er noch mehrfach im Weltcup zum Einsatz und nahm im Februar 2015 für die französische Mannschaft sowohl an der im US-amerikanischen Steamboat Springs ausgetragenen Telemark-Weltmeisterschaft 2015 als auch an der an gleicher Stelle ausgerichteten Weltmeisterschaft der Junioren teil. Bei den Senioren erzielte er Platz 21 im Sprint, bei den Junioren erreichte er im Parallelsprint das Achtelfinale und wurde Zwölfter des Classicwettbewerbs, im Sprint schied er aus. Seine erste Weltcupsaison beendete er mit 50 Punkten auf Rang 33 der Gesamtwertung.
In der darauffolgenden Saison ging Nabot erneut regelmäßig im Weltcup der Telemarker an den Start. Bei der Telemark-Juniorenweltmeisterschaft 2016 in Les Contamines-Montjoie konnte er als Neunter des Sprints erstmals eine Platzierung unter den ersten zehn Athleten bei einem Wettbewerb der Juniorenweltmeisterschaft erreichen. Noch erfolgreicher gestalteten sich für ihn allerdings die Titelkämpfe der Junioren 2017 im norwegischen Rjukan, als er im Sprint die Silbermedaille gewann. Zudem gehörte er in der Weltcup-Saison 2016/17 zur Stammbesetzung des französischen Teams. Dabei konnte er sich mehrfach in den Punkterängen klassifizieren und die Saison auf Rang 13 des Gesamtweltcups beenden. Im Anschluss an die Weltcupsaison nahm er auch noch an der Telemark-Weltmeisterschaft 2017 in La Plagne teil. Dort wurde er Neunter des Sprints und schied im Parallelsprint im Sechzehntelfinale aus.
Auch 2017/18 startete Nabot im Weltcup. Dabei konnte er sich im Vergleich zu den Vorjahren als Zehnter des Gesamtweltcups ein weiteres Mal steigern. Bei der Juniorenweltmeisterschaft 2018 in Mürren gelang ihm der Gewinn zweier Medaillen: Zunächst erreichte er am 24. März 2018 im Classic den Silberrang und gewann einen Tag später im Sprint ebenfalls Silber.

## Statistik

### Telemark-Weltmeisterschaft
- Steamboat Springs 2015: 21. Sprint
- La Plagne 2017: 9. Sprint, Sechzehntelfinale Parallelsprint

### Telemark-Juniorenweltmeisterschaft
- Steamboat Springs 2015: Achtelfinale Parallelsprint, 12. Classic
- Les Contamines-Montjoie 2016: 9. Sprint, 14. Classic, Sechzehntelfinale Parallelsprint
- Rjukan 2017: 2. Sprint, Viertelfinale Parallelsprint, 6. Classic
- Mürren 2018: 2. Classic, 2. Sprint, Sechzehntelfinale Parallelsprint

### Weltcup-Platzierungen
In bislang 53 absolvierten Wettkämpfen im Telemark-Weltcup erzielte Nabot keine Podiumsplatzierung (Stand: Saisonende 2017/18).
| Saison  | Gesamt | Gesamt | Classic | Classic | Classic Sprint | Classic Sprint | Parallelsprint | Parallelsprint | Riesenslalom | Riesenslalom |
| Saison  | Platz  | Punkte | Platz   | Punkte  | Platz          | Punkte         | Platz          | Punkte         | Platz        | Punkte       |
| ------- | ------ | ------ | ------- | ------- | -------------- | -------------- | -------------- | -------------- | ------------ | ------------ |
| 2014/15 | 33.    | 050    | 35.     | 011     | 31.            | 039            | –              | –              | –            | –            |
| 2015/16 | 31.    | 095    | 36.     | 010     | 28.            | 060            | 29.            | 025            | –            | –            |
| 2016/17 | 13.    | 294    | 13.     | 050     | 12.            | 119            | 11.            | 125            | –            | –            |
| 2017/18 | 10.    | 436    | 08.     | 104     | 09.            | 247            | 12.            | 085            | –            | –            |